# Grand Prix Włoch 1922

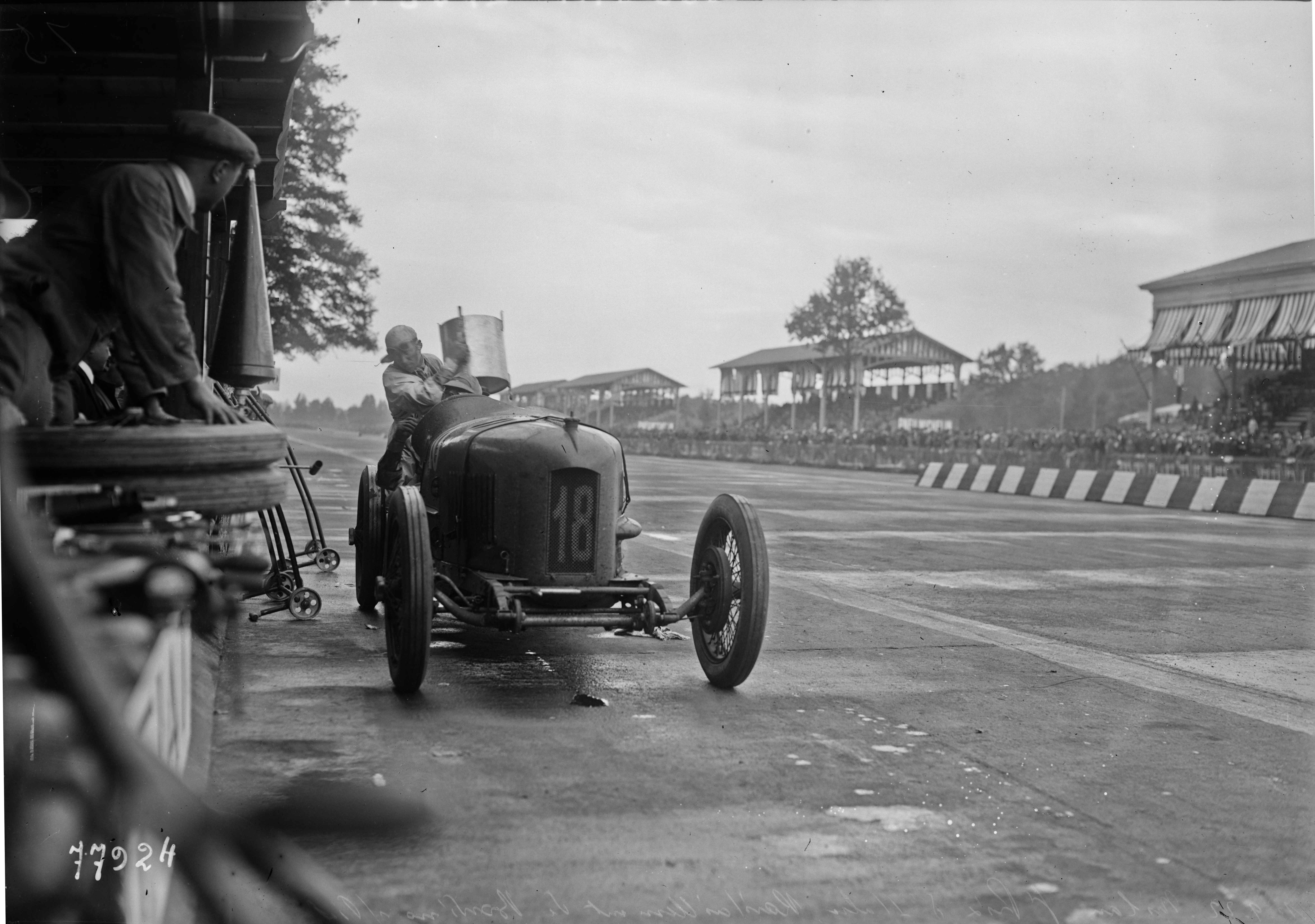
Pietro Bordino podczas Grand Prix Włoch 1922

Grand Prix Włoch 1922 (oryg. II Gran Premio d'Italia) – jeden z wyścigów Grand Prix rozegranych w 1922 roku oraz drugi spośród tzw. Grandes Épreuves.

## Lista startowa
| Nr | Kierowca                     | Zespół | Samochód           | Silnik |   |
| -- | ---------------------------- | ------ | ------------------ | ------ | - |
| 1  | Jules Goux                   |        | Ballot 2LS         |        | ? |
| 2  | Jean Chassagne               |        | Sunbeam            |        | ? |
| 3  | Ernest Friderich             |        | Bugatti 30         |        | ? |
| 4  | Max Sailer                   |        | Mercedes           |        | ? |
| 5  | Felice Nazzaro               |        | Fiat 804           |        | ? |
| 6  | Eugenio Silvani              |        | Bianchi            |        | ? |
| 7  | Arthur Henney                |        | Heim               |        | ? |
| 8  | Alfred Neubauer              |        | Austro-Daimler     |        | ? |
| 9  | Guido Meregalli              |        | Diatto 4DC         |        | ? |
| 12 | Albert Guyot                 |        | Rolland-Pilain A22 |        | ? |
| 13 | René Thomas                  |        | Delage 2LCV        |        | ? |
| 14 | Giulio Foresti               |        | Ballot 2LS         |        | ? |
| 15 | Henry Segrave                |        | Sunbeam            |        | ? |
| 16 | Pierre de Vizcaya            |        | Bugatti 30         |        | ? |
| 17 | Christian Lautenschlager     |        | Mercedes           |        | ? |
| 18 | Pietro Bordino               |        | Fiat 804           |        | ? |
| 19 | Meo Costantini               |        | Bianchi            |        | ? |
| 20 | Franz Heim                   |        | Heim               |        | ? |
| 22 | Alfieri Maserati             |        | Diatto 4DC         |        | ? |
| 25 | Victor Hémery                |        | Rolland-Pilain A22 |        | ? |
| 26 | Kenelm Lee Guinness          |        | Sunbeam            |        | ? |
| 27 | Pierre Marco                 |        | Bugatti 30         |        | ? |
| 28 | Otto Salzer                  |        | Mercedes           |        | ? |
| 29 | Enrico Giaccone              |        | Fiat 804           |        | ? |
| 30 | Caberto Conelli              |        | Bianchi            |        | ? |
| 31 | Reinhold Stahl               |        | Heim               |        | ? |
| 32 | Lambert Pocher               |        | Austro-Daimler     |        | ? |
| 35 | Louis Wagner                 |        | Rolland-Pilain A22 |        | ? |
| 36 | Jacques Mones-Maury          |        | Bugatti 30         |        | ? |
| 37 | Gregor Kuhn                  |        | Austro-Daimler     |        | ? |
| 39 | Jean-Philippe Sadi-le-Cointe |        | Rolland-Pilain A22 |        | ? |
| Nr | Kierowca                     | Zespół | Samochód           | Silnik |   |

## Wyniki

### Wyścig
Źródło: formula1results.co.za
| P                                                     | + / – | Nr | Kierowca                     | Konstruktor    | Okr. | Czas / Strata      | Komentarz |
| ----------------------------------------------------- | ----- | -- | ---------------------------- | -------------- | ---- | ------------------ | --------- |
| 1                                                     | 4     | 18 | Pietro Bordino               | Fiat           | 80   | 5:43:13            |           |
| 2                                                     | 1     | 5  | Felice Nazzaro               | Fiat           | 78   | +2 okr             |           |
| 3                                                     | 1     | 16 | Pierre de Vizcaya            | Bugatti        | 76   | +4 okr             |           |
| Niesklasyfikowani                                     |       |    |                              |                |      |                    |           |
|                                                       |       | 9  | Guido Meregalli              | Diatto         | 52   | Awaria mechaniczna |           |
|                                                       |       | 22 | Alfieri Maserati             | Diatto         | 27   | Wypadek            |           |
|                                                       |       | 20 | Franz Heim                   | Heim           | 16   |                    |           |
|                                                       |       | 31 | Reinhold Stahl               | Heim           | 7    |                    |           |
|                                                       |       | 29 | Enrico Giaccone              | Fiat           | 0    | Skrzynia biegów    |           |
| Nie wystartowali / niedopuszczeni do ponownego startu |       |    |                              |                |      |                    |           |
|                                                       |       | 1  | Jules Goux                   | Ballot         |      |                    |           |
|                                                       |       | 2  | Jean Chassagne               | Sunbeam        |      |                    |           |
|                                                       |       | 3  | Ernest Friderich             | Bugatti        |      |                    |           |
|                                                       |       | 4  | Max Sailer                   | Mercedes       |      |                    |           |
|                                                       |       | 6  | Eugenio Silvani              | Bianchi        |      |                    |           |
|                                                       |       | 7  | Arthur Henney                | Heim           |      |                    |           |
|                                                       |       | 8  | Alfred Neubauer              | Austro-Daimler |      |                    |           |
|                                                       |       | 12 | Albert Guyot                 | Rolland-Pilain |      |                    |           |
|                                                       |       | 13 | René Thomas                  | Delage         |      |                    |           |
|                                                       |       | 14 | Giulio Foresti               | Ballot         |      |                    |           |
|                                                       |       | 15 | Henry Segrave                | Sunbeam        |      |                    |           |
|                                                       |       | 17 | Christian Lautenschlager     | Mercedes       |      |                    |           |
|                                                       |       | 19 | Meo Costantini               | Bianchi        |      |                    |           |
|                                                       |       | 25 | Victor Hémery                | Rolland-Pilain |      |                    |           |
|                                                       |       | 26 | Kenelm Lee Guinness          | Sunbeam        |      |                    |           |
|                                                       |       | 27 | Pierre Marco                 | Bugatti        |      |                    |           |
|                                                       |       | 28 | Otto Salzer                  | Mercedes       |      |                    |           |
|                                                       |       | 30 | Caberto Conelli              | Bianchi        |      |                    |           |
|                                                       |       | 32 | Lambert Pocher               | Austro-Daimler |      |                    |           |
|                                                       |       | 35 | Louis Wagner                 | Rolland-Pilain |      |                    |           |
|                                                       |       | 36 | Jacques Mones-Maury          | Bugatti        |      |                    |           |
|                                                       |       | 37 | Gregor Kuhn                  | Austro-Daimler |      |                    |           |
|                                                       |       | 39 | Jean-Philippe Sadi-le-Cointe | Rolland-Pilain |      |                    |           |
| P                                                     | + / – | Nr | Kierowca                     | Konstruktor    | Okr. | Czas / Strata      | Komentarz |

### Najszybsze okrążenie
Źródło: teamdan.com
| Nr | Kierowca       | Konstruktor | Czas   | Okr. |
| -- | -------------- | ----------- | ------ | ---- |
| 18 | Pietro Bordino | FIAT        | 4:05,0 |      |